# Marathon féminin aux Jeux olympiques d'été de 2000
Navigation
Atlanta 1996 Athènes 2004
L'épreuve du marathon féminin aux Jeux olympiques de 2000 s'est déroulée le au 24 septembre 2000 dans les rues de Sydney, en Australie avec une arrivée au Stadium Australia. Elle est remportée par la Japonaise Naoko Takahashi qui établit un nouveau record olympique en 2 h 23 min 14 s.

## Résultats

### Finale
| Rang               | Athlète               | Pays            | Temps           | Note |
| ------------------ | --------------------- | --------------- | --------------- | ---- |
| Médaille d'or      | Naoko Takahashi       | Japon           | 2 h 23 min 14 s | OR   |
| Médaille d'argent  | Lidia Șimon           | Roumanie        | 2 h 23 min 22 s |      |
| Médaille de bronze | Joyce Chepchumba      | Kenya           | 2 h 24 min 45 s | SB   |
| 4                  | Esther Wanjiru        | Kenya           | 2 h 26 min 17 s |      |
| 5                  | Madina Biktagirova    | Russie          | 2 h 26 min 33 s | SB   |
| 6                  | Elfenesh Alemu        | Éthiopie        | 2 h 26 min 54 s |      |
| 7                  | Eri Yamaguchi         | Japon           | 2 h 27 min 03 s | SB   |
| 8                  | Ham Bong-Sil          | Corée du Nord   | 2 h 27 min 07 s | PB   |
| 9                  | Fatuma Roba           | Éthiopie        | 2 h 27 min 38 s |      |
| 10                 | Ren Xiujuan           | Chine           | 2 h 27 min 55 s |      |
| 11                 | Kerryn McCann         | Australie       | 2 h 28 min 37 s |      |
| 12                 | Maura Viceconte       | Italie          | 2 h 29 min 26 s |      |
| 13                 | Tegla Loroupe         | Kenya           | 2 h 29 min 45 s |      |
| 14                 | Irina Bogachova       | Kirghizistan    | 2 h 29 min 55 s |      |
| 15                 | Ari Ichihashi         | Japon           | 2 h 30 min 34 s |      |
| 16                 | Adriana Fernández     | Mexique         | 2 h 30 min 51 s |      |
| 17                 | Judit Földing-Nagy    | Hongrie         | 2 h 30 min 54 s | SB   |
| 18                 | Ornella Ferrara       | Italie          | 2 h 31 min 32 s |      |
| 19                 | Christine Clark       | États-Unis      | 2 h 31 min 35 s | PB   |
| 20                 | Jong Yong-Ok          | Corée du Nord   | 2 h 31 min 40 s | PB   |
| 21                 | Manuela Machado       | Portugal        | 2 h 32 min 29 s |      |
| 22                 | Nadezhda Wijenberg    | Pays-Bas        | 2 h 32 min 29 s | SB   |
| 23                 | Lyubov Morgunova      | Russie          | 2 h 32 min 35 s |      |
| 24                 | Sonja Oberem          | Allemagne       | 2 h 33 min 45 s |      |
| 25                 | Martha Tenorio        | Équateur        | 2 h 33 min 54 s |      |
| 26                 | Marian Sutton         | Grande-Bretagne | 2 h 34 min 33 s |      |
| 27                 | Érika Olivera         | Chili           | 2 h 35 min 07 s | SB   |
| 28                 | Kim Chang-Ok          | Corée du Nord   | 2 h 35 min 32 s | SB   |
| 29                 | Alina Gherasim        | Roumanie        | 2 h 36 min 16 s |      |
| 30                 | Ana Isabel Alonso     | Espagne         | 2 h 36 min 45 s |      |
| 31                 | Colleen De Reuck      | Afrique du Sud  | 2 h 36 min 48 s |      |
| 32                 | María Portillo Cruz   | Pérou           | 2 h 36 min 50 s |      |
| 33                 | Griselda González     | Espagne         | 2 h 38 min 28 s |      |
| 34                 | Oh Mi-Ja              | Corée du Sud    | 2 h 38 min 42 s |      |
| 35                 | Susan Hobson          | Australie       | 2 h 38 min 44 s |      |
| 36                 | Gadissie Edatto       | Éthiopie        | 2 h 42 min 29 s |      |
| 37                 | Serap Aktaş           | Turquie         | 2 h 42 min 40 s |      |
| 38                 | Daria Nauer           | Suisse          | 2 h 43 min 00 s |      |
| 39                 | María Luisa Muñoz     | Espagne         | 2 h 45 min 40 s |      |
| 40                 | Iglandini González    | Colombie        | 2 h 47 min 26 s |      |
| 41                 | Gulsara Dadabayeva    | Tadjikistan     | 2 h 51 min 03 s | NR   |
| 42                 | Gina Coello           | Honduras        | 3 h 02 min 32 s |      |
| 43                 | Aguida Amaral         | Modèle:IOA      | 3 h 10 min 55 s |      |
| 44                 | Rhonda Davidson-Alley | Guam            | 3 h 13 min 58 s |      |
| 45                 | Sirivanh Ketavong     | Laos            | 3 h 34 min 27 s |      |
|                    | Martha Ernstsdóttir   | Islande         | DNF             |      |
|                    | Valentina Enachi      | Moldavie        | DNF             |      |
|                    | Marleen Renders       | Belgique        | DNF             |      |
|                    | Elizabeth Mongudhi    | Namibie         | DNF             |      |
|                    | Garifa Kuku           | Kazakhstan      | DNF             |      |
|                    | Nicole Carroll        | Australie       | DNF             |      |
|                    | Valentina Yegorova    | Russie          | DNF             |      |
|                    | Anuţa Cătună          | Roumanie        | DNF             |      |
|                    | Claudia Dreher        | Allemagne       | DNS             |      |

## Légende
Records et Performances
- AR : Record continental (area record)
- CR : Record des championnats (championship record)
- MR : Record du meeting (meet record)
- NR : Record national (national record)
- OR : Record olympique (olympic record)
- PR : Record paralympique (paralympic record)
- PB : Record personnel (personal best)
- SB : Meilleure performance personnelle de la saison (season's best)
- WL : Meilleure performance mondiale de l'année (world leader)
- WJR : Record du monde junior (world junior record)
- WR : Record du monde (world record)

Circonstances et Conditions
- DNF : N'a pas terminé (did not finish)
- DNS : N'a pas pris le départ (did not start)
- DQ : Disqualification (disqualification)
- NM : Aucun essai valable enregistré (No Mark)
- Q : Qualifié « directement » au prochain tour (ou à la prochaine compétition), lors d'une compétition majeure, grâce au classement ou à la réalisation des minima (automatic qualifier)
- q : Qualifié au prochain tour (ou à la prochaine compétition), lors d'une compétition majeure, grâce au repêchage ou à la réalisation de l'une des meilleures performances parmi celles des « non qualifiés directement » (grâce au meilleur temps ou à la meilleure distance par exemple) (secondary qualifier)